# 天津空港经济区
天津空港经济区，亦为天津自贸区天津机场片区，创立于2002年10月，地理上位于东丽区，管理上属滨海新区天津港保税区。空港经济区位于天津滨海国际机场东北侧，距天津市中心17公里，距天津港30公里，是天津临空产业区（航空城）的核心组成部分，连接市区与港口的生态工业园区。2010年，天津空港物流加工区更名为天津空港经济区。2015年3月，成为中国天津自由贸易试验区天津机场片区。

## 历史

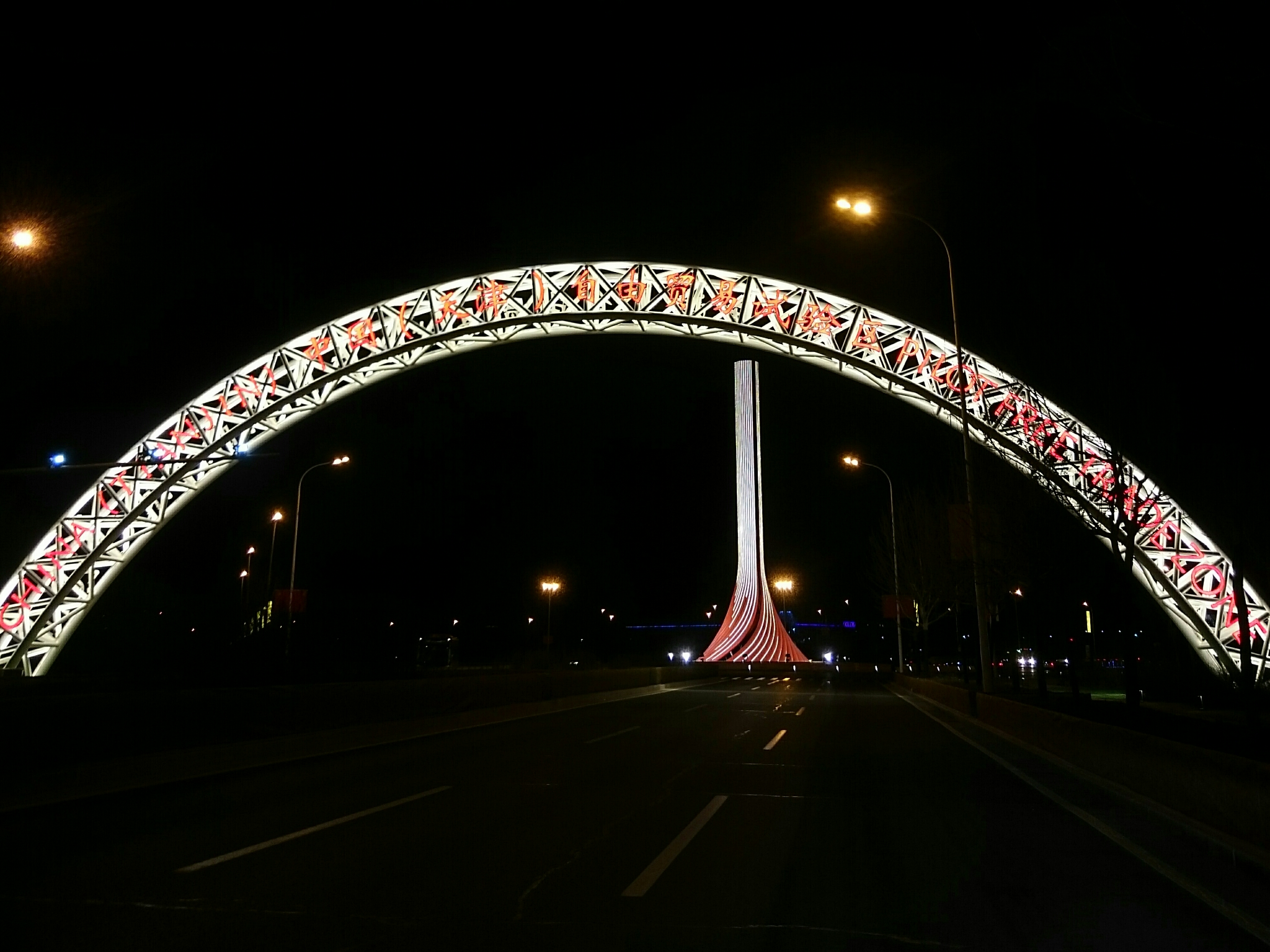
中国（天津）自由贸易试验区拱门（天津机场片区）

天津空港经济区创立于2002年10月，初名天津空港物流加工区，是依托天津滨海国际机场的物流加工区。2010年2月9日，经中共天津市委、天津市人民政府决定，天津空港物流加工区更名为天津空港经济区，天津空港物流加工区管理委员会相应更名为天津空港经济区管理委员会，与天津港保税区管理委员会仍为一个机构两块牌子。

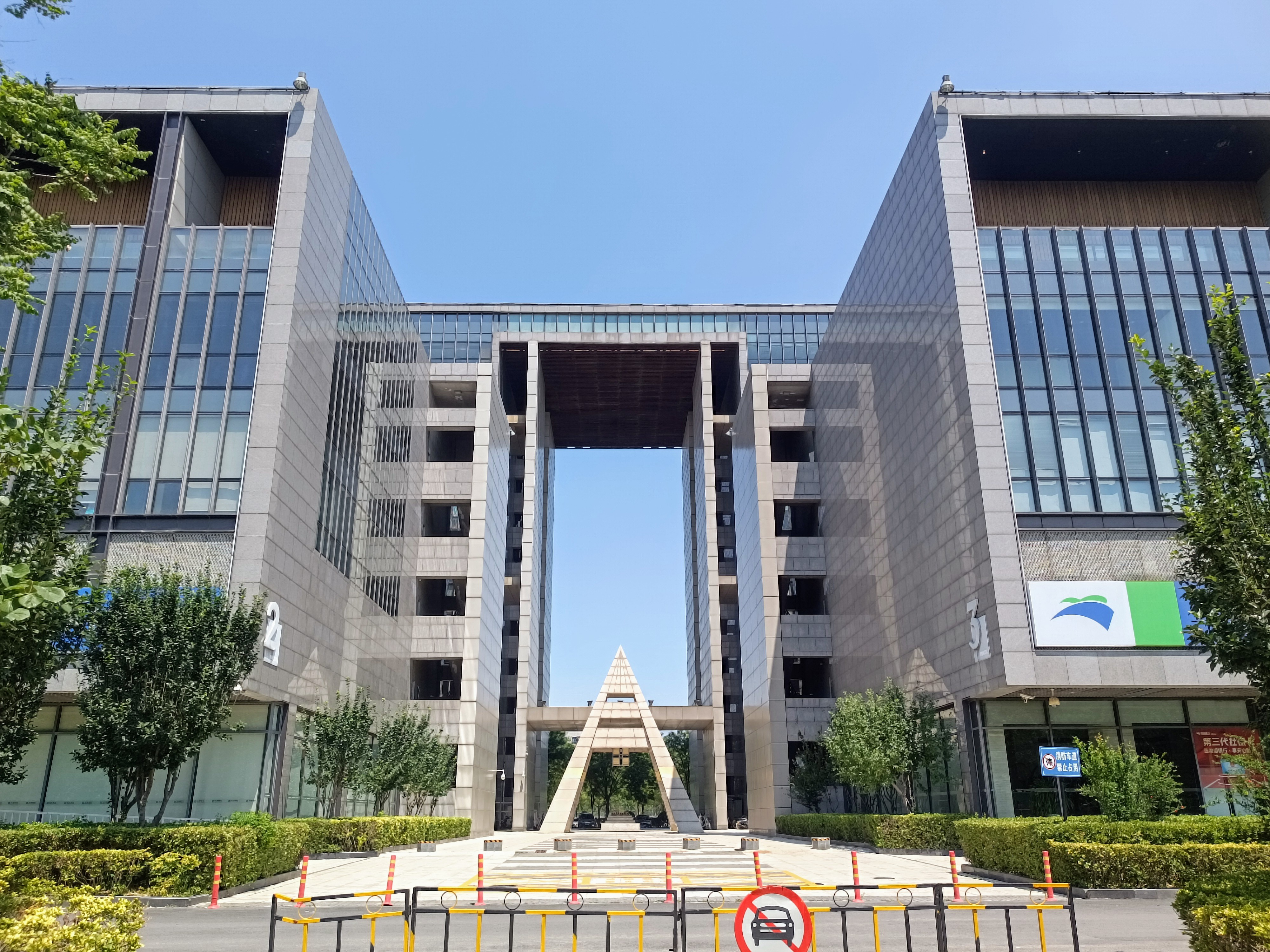
天津空港经济区管理委员会

2015年3月，成为中国天津自由贸易试验区天津机场片区。